# Port de Nikopol
Le port de Nikopol est un port fluvial d'Ukraine sur le Dniepr dans l'oblast de Dnipropetrovsk.

## Histoire
La ville avait des quais connus depuis la XIXe siècle, le port actuel date de 1956 et depuis 1974 fait partie de l'infrastructure portuaire de Zaporijjia.

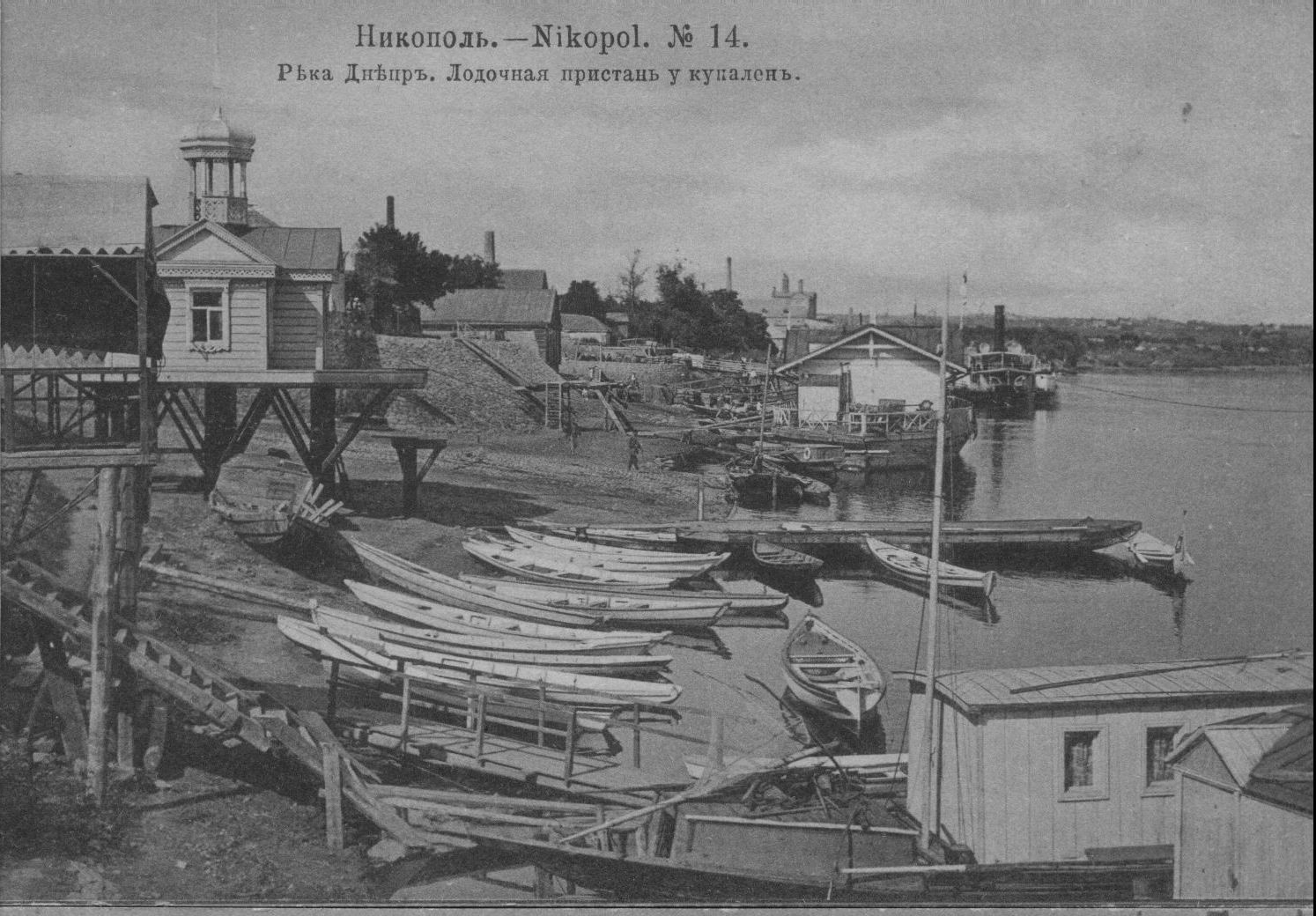
Port de la ville au XIXe siècle.

## Caractéristiques
Il se trouve en amont du barrage hydroélectrique de Kakhovka et en aval de Dnipro, accueil du transport passagers et des matériaux en vrac .